# Елатомский район
Елатомский район — административно-территориальная единица в составе Московской и Рязанской областей, существовавшая в 1929—1963 годах. Центр — село (с 1958 — пгт) Елатьма.
Елатомский район был образован в 1929 году в составе Рязанского округа Московской области на территории бывшей Елатомской волости Касимовского уезда Рязанской губернии.
В состав района вошли сельсоветы: Аксеновский, Алферьевский, Ардабьевский, Больше-Кусморский, Елатомский, Ермоловский, Еспинский, Жуковский, Заводо-Унжинский, Иванчинский, Инкинский, Квасьевский, Кисловский, Кольдюковский, Которовский, Крюковский, Лазаревский, Ласинский, Ласино-Поселковский, Ласинский, Любовниковский, Марсевский, Мишуковский, Монцевский, Назаровский, Нарышкинский, Николаевский, Ново-Деревенский, Николаевский, Полутинский, Пустынский, Сабуровский, Савостьяновский, Свищевский, Средне-Барсуковский, Урдовский, Шемординский и Щербатовский.
30 июля 1930 года в связи с ликвидацией окружной системы в СССР Елатомский район перешёл в прямое подчинение Московской области.
27 сентября 1935 года был упразднён Заводо-Унжинский с/с.
26 сентября 1937 года Елатомский район вошёл в состав Рязанской области.
По данным 1945 года Елатомский район делился на 34 сельсовета: Аксеновский, Алферьевский, Ардабьевский, Больше-Кусморский, Елатомский, Ермоловский, Жуковский, Иванчинский, Инкинский, Квасьевский, Кисловский, Кольдюковский, Которовский, Крюковский, Лазаревский, Ласинский, Ласино-Поселковский, Любовниковский, Марсевский, Мишуковский, Монцевский, Назаровский, Нарышкинский, Ново-Деревенский, Николаевский, Полутинский, Пустынский, Сабуровский, Савостьяновский, Свищевский, Средне-Барсуковский, Урдовский, Шемординский и Щербатовский.
В 1963 году Елатомский район был упразднён, а его территория передана в Касимовский район.